# Тюрт-Тас
Тюрт-Тас (хак. Тӧрт тас) — аал в Аскизском районе Хакасии, находится в 60 км от райцентра — села Аскиз. Расположен на реке Большая Есь. Расстояние до ближайшей ж.-д. станции Аскиз — 52 км. Число хозяйств — 73, население 173 чел. (01.01.2004).
В аале имеются начальная школа, сельский клуб, библиотека.

## Население
| 2002 | 2010 |
| ---- | ---- |
| 173  | ↗187 |